# Senovica
Senovica je naselje v Občini Šmarje pri Jelšah.